# Allocyttus guineensis
Allocyttus guineensis är en fiskart som beskrevs av Trunov och Kukuev 1982. Allocyttus guineensis ingår i släktet Allocyttus och familjen Oreosomatidae. Inga underarter finns listade i Catalogue of Life.